# سوزان ستيفنز
سوزان ستيفنز (بالإنجليزية: Suzanne Stephens)‏ هي موسيقية أمريكية، ولدت في 28 يوليو 1946 في واترلو في الولايات المتحدة.

## وصلات خارجية
- سوزان ستيفنز على موقع ميوزك برينز (الإنجليزية)
- سوزان ستيفنز على موقع أول ميوزيك (الإنجليزية)
- سوزان ستيفنز على موقع ديسكوغز (الإنجليزية)